# Гіндердам
Гіндердам (нід. Hinderdam) — селище в нідерландській провінції Північна Голландія. Входить до муніципалітету Вейдемерен.
Складається із близько 20 будинків.